# 布羅德福德
布羅德福德（英語：Broadford）是蘇格蘭斯凱島上的一個小鎮，也是斯凱島人口第二多的居民點。

## 外部連結
- Undiscovered Scotland - Broadford （页面存档备份，存于）